# Gran Premio motociclistico d'Aragona 2017
Il Gran Premio motociclistico d'Aragona 2017 è stato la quattordicesima prova del motomondiale del 2017, ottava edizione di questo specifico GP, si tratta inoltre del novecentesimo GP della storia del motomondiale.
Le vittorie sono state ad appannaggio di: Marc Márquez per la MotoGP, Franco Morbidelli per la Moto2 e Joan Mir per la Moto3.

## MotoGP
Quinta vittoria stagionale per Marc Márquez del team Repsol Honda, il pilota spagnolo raggiunge così le 60 vittorie nel contesto del motomondiale. Alle spalle del vincitore giunge Dani Pedrosa, con motocicletta e squadra identiche a Márquez, mentre completa il podio Jorge Lorenzo alla guida della Ducati Desmosedici.
Con i 25 punti ottenuti da questa vittoria, Márquez diviene capo-classifica in solitario con 224 punti, mentre perdono punti tutti i suoi principali rivali per il titolo mondiale, con Andrea Dovizioso (settimo in questa gara) che scende secondo con 208 punti e Maverick Viñales (autore della pole position e quarto al traguardo) terzo con 196 punti.

### Arrivati al traguardo
| Pos. | Nº | Pilota           | Squadra                     | Motocicletta       | Giri | Tempo     | Griglia | Punti |
| ---- | -- | ---------------- | --------------------------- | ------------------ | ---- | --------- | ------- | ----- |
| 1º   | 93 | Marc Márquez     | Repsol Honda                | Honda RC213V       | 23   | 42'06.816 | 5º      | 25    |
| 2º   | 26 | Dani Pedrosa     | Repsol Honda                | Honda RC213V       | 23   | +0.879    | 6º      | 20    |
| 3º   | 99 | Jorge Lorenzo    | Ducati Team                 | Ducati Desmosedici | 23   | +2.028    | 2º      | 16    |
| 4º   | 25 | Maverick Viñales | Movistar Yamaha             | Yamaha YZR-M1      | 23   | +5.256    | 1º      | 13    |
| 5º   | 46 | Valentino Rossi  | Movistar Yamaha             | Yamaha YZR-M1      | 23   | +5.882    | 3º      | 11    |
| 6º   | 41 | Aleix Espargaró  | Aprilia Racing Team Gresini | Aprilia RS-GP      | 23   | +6.962    | 8º      | 10    |
| 7º   | 4  | Andrea Dovizioso | Ducati Team                 | Ducati Desmosedici | 23   | +7.455    | 7º      | 9     |
| 8º   | 19 | Álvaro Bautista  | Pull&Bear Aspar             | Ducati Desmosedici | 23   | +7.910    | 9º      | 8     |
| 9º   | 5  | Johann Zarco     | Monster Yamaha Tech 3       | Yamaha YZR-M1      | 23   | +13.002   | 11º     | 7     |
| 10º  | 44 | Pol Espargaró    | Red Bull KTM Factory Racing | KTM RC16           | 23   | +14.075   | 14º     | 6     |
| 11º  | 36 | Mika Kallio      | Red Bull KTM Factory Racing | KTM RC16           | 23   | +17.192   | 12º     | 5     |
| 12º  | 29 | Andrea Iannone   | Suzuki Ecstar               | Suzuki GSX-RR      | 23   | +20.632   | 10º     | 4     |
| 13º  | 43 | Jack Miller      | EG 0,0 Marc VDS             | Honda RC213V       | 23   | +23.886   | 13º     | 3     |
| 14º  | 45 | Scott Redding    | Octo Pramac Racing          | Ducati Desmosedici | 23   | +25.523   | 22º     | 2     |
| 15º  | 53 | Esteve Rabat     | EG 0,0 Marc VDS             | Honda RC213V       | 23   | +26.082   | 21º     | 1     |
| 16º  | 94 | Jonas Folger     | Monster Yamaha Tech 3       | Yamaha YZR-M1      | 23   | +30.302   | 18º     |       |
| 17º  | 42 | Álex Rins        | Suzuki Ecstar               | Suzuki GSX-RR      | 23   | +31.874   | 20º     |       |
| 18º  | 8  | Héctor Barberá   | Reale Avintia Racing        | Ducati Desmosedici | 23   | +31.948   | 19º     |       |
| 19º  | 38 | Bradley Smith    | Red Bull KTM Factory Racing | KTM RC16           | 23   | +36.296   | 23º     |       |
| 20º  | 9  | Danilo Petrucci  | Octo Pramac Racing          | Ducati Desmosedici | 23   | +37.842   | 16º     |       |
| 21º  | 76 | Loris Baz        | Reale Avintia Racing        | Ducati Desmosedici | 23   | +47.599   | 17º     |       |
| 22º  | 22 | Sam Lowes        | Aprilia Racing Team Gresini | Aprilia RS-GP      | 23   | +47.647   | 24º     |       |

### Ritirati
| Nº | Pilota        | Squadra         | Motocicletta       | Giri | Griglia |
| -- | ------------- | --------------- | ------------------ | ---- | ------- |
| 35 | Cal Crutchlow | LCR Honda       | Honda RC213V       | 16   | 4º      |
| 17 | Karel Abraham | Pull&Bear Aspar | Ducati Desmosedici | 10   | 15º     |

## Moto2
La gara della classe di cilindrata intermedia vede Franco Morbidelli tagliare per primo il traguardo, per il pilota del team EG 0,0 Marc VDS si tratta della ottava vittoria nel motomondiale, tutte ottenute in questa stagione agonistica. Alle spalle di Morbidelli, giunge secondo Mattia Pasini, anche lui con motocicletta Kalex ma portata in pista dal team Italtrans Racing, con Miguel Oliveira, autore della pole position nelle qualifiche del sabato, al terzo posto con la KTM Moto2 del team Red Bull KTM Ajo.
Nella classifica mondiale Morbidelli, complice anche il quarto posto di Thomas Lüthi, aumenta il suo vantaggio, mantenendosi in prima posizione a 248 punti contro i 227 del pilota svizzero.

### Arrivati al traguardo
| Pos. | Nº | Pilota              | Squadra                    | Motocicletta       | Giri | Tempo     | Griglia | Punti |
| ---- | -- | ------------------- | -------------------------- | ------------------ | ---- | --------- | ------- | ----- |
| 1º   | 21 | Franco Morbidelli   | EG 0,0 Marc VDS            | Kalex Moto2        | 21   | 40'09.904 | 4º      | 25    |
| 2º   | 54 | Mattia Pasini       | Italtrans Racing           | Kalex Moto2        | 21   | +0.145    | 2º      | 20    |
| 3º   | 44 | Miguel Oliveira     | Red Bull KTM Ajo           | KTM Moto2          | 21   | +0.577    | 1º      | 16    |
| 4º   | 12 | Thomas Lüthi        | CarXpert Interwetten       | Kalex Moto2        | 21   | +4.181    | 7º      | 13    |
| 5º   | 41 | Brad Binder         | Red Bull KTM Ajo           | KTM Moto2          | 21   | +4.331    | 20º     | 11    |
| 6º   | 9  | Jorge Navarro       | Federal Oil Gresini        | Kalex Moto2        | 21   | +7.328    | 6º      | 10    |
| 7º   | 24 | Simone Corsi        | Speed Up Racing            | Speed Up SF7       | 21   | +7.597    | 5º      | 9     |
| 8º   | 30 | Takaaki Nakagami    | Idemitsu Honda Team Asia   | Kalex Moto2        | 21   | +7.630    | 10º     | 8     |
| 9º   | 11 | Sandro Cortese      | Dynavolt Intact GP         | Suter MMX2         | 21   | +10.973   | 9º      | 7     |
| 10º  | 42 | Francesco Bagnaia   | SKY Racing Team VR46       | Kalex Moto2        | 21   | +12.657   | 12º     | 6     |
| 11º  | 40 | Fabio Quartararo    | Pons HP40                  | Kalex Moto2        | 21   | +12.904   | 14º     | 5     |
| 12º  | 77 | Dominique Aegerter  | Kiefer Racing              | Suter MMX2         | 21   | +16.107   | 11º     | 4     |
| 13º  | 7  | Lorenzo Baldassarri | Forward Racing             | Kalex Moto2        | 21   | +21.243   | 16º     | 3     |
| 14º  | 97 | Xavi Vierge         | Tech 3 Racing              | Tech 3 Mistral 610 | 21   | +21.314   | 25º     | 2     |
| 15º  | 62 | Stefano Manzi       | SKY Racing Team VR46       | Kalex Moto2        | 21   | +22.583   | 27º     | 1     |
| 16º  | 55 | Hafizh Syahrin      | Petronas Raceline Malaysia | Kalex Moto2        | 21   | +22.601   | 18º     |       |
| 17º  | 57 | Edgar Pons          | Pons HP40                  | Kalex Moto2        | 21   | +25.622   | 19º     |       |
| 18º  | 45 | Tetsuta Nagashima   | Teluru SAG                 | Kalex Moto2        | 21   | +27.244   | 24º     |       |
| 19º  | 5  | Andrea Locatelli    | Italtrans Racing           | Kalex Moto2        | 21   | +27.374   | 26º     |       |
| 20º  | 87 | Remy Gardner        | Tech 3 Racing              | Tech 3 Mistral 610 | 21   | +28.026   | 17º     |       |
| 21º  | 27 | Iker Lecuona        | Garage Plus Interwetten    | Kalex Moto2        | 21   | +29.042   | 28º     |       |
| 22º  | 37 | Augusto Fernández   | Speed Up Racing            | Speed Up SF7       | 21   | +30.890   | 22º     |       |
| 23º  | 2  | Jesko Raffin        | Garage Plus Interwetten    | Kalex Moto2        | 21   | +31.765   | 30º     |       |
| 24º  | 4  | Steven Odendaal     | NTS                        | NTS                | 21   | +36.918   | 23º     |       |
| 25º  | 19 | Xavier Siméon       | Tasca Racing               | Kalex Moto2        | 21   | +37.042   | 21º     |       |
| 26º  | 20 | Joe Roberts         | AGR Team                   | Kalex Moto2        | 21   | +38.275   | 31º     |       |
| 27º  | 6  | Tarran Mackenzie    | Kiefer Racing              | Suter MMX2         | 21   | +49.354   | 33º     |       |

### Ritirati
| Nº | Pilota             | Squadra                  | Motocicletta | Giri | Griglia |
| -- | ------------------ | ------------------------ | ------------ | ---- | ------- |
| 23 | Marcel Schrötter   | Dynavolt Intact GP       | Suter MMX2   | 17   | 8º      |
| 22 | Federico Fuligni   | Forward Junior           | Kalex Moto2  | 17   | 34º     |
| 89 | Khairul Idham Pawi | Idemitsu Honda Team Asia | Kalex Moto2  | 15   | 32º     |
| 32 | Isaac Viñales      | BE-A-VIP SAG             | Kalex Moto2  | 15   | 29º     |
| 73 | Álex Márquez       | EG 0,0 Marc VDS          | Kalex Moto2  | 11   | 3º      |
| 10 | Luca Marini        | Forward Racing           | Kalex Moto2  | 9    | 13º     |
| 49 | Axel Pons          | RW Racing GP             | Kalex Moto2  | 7    | 15º     |

## Moto3
La gara di questa classe è stata ridotta a 13 giri rispetto ai 20 originariamente previsti, in quanto il warm-up è stato posticipato di un'ora per mancanza di visibilità derivante dalla presenza della nebbia, che ne ha impedito il regolare svolgimento all'orario previsto. Proprio tale ritardo ha fatto propendere gli organizzatori a ridurre la gara della classe Moto3, per mantenere inalterati gli orari di partenza delle gare delle altre due classi.
Joan Mir con la Honda NSF250R del team Leopard Racing vince la gara, realizzando in questo modo la personale nona vittoria della sua carriera nel motomondiale, ottava in questa stagione. Dietro al pilota spagnolo si classificano altri due piloti dotati di motociclette Honda, con Fabio Di Giannantonio del team 
Del Conca Gresini e Enea Bastianini del team Estrella Galicia 0,0 rispettivamente secondo e terzo.
Nel mondiale piloti la situazione vede Mir al primo posto con 271 punti, con lo spagnolo che intensifica ulteriormente il suo vantaggio sugli inseguitori, infatti Romano Fenati (decimo in questa gara) si trova secondo staccato di 80 punti, mentre Arón Canet (quinto in questa gara) è al terzo posto con un ritardo di 98 punti.

### Arrivati al traguardo
| Pos. | Nº | Pilota                | Squadra                      | Motocicletta   | Giri | Tempo     | Griglia | Punti |
| ---- | -- | --------------------- | ---------------------------- | -------------- | ---- | --------- | ------- | ----- |
| 1º   | 36 | Joan Mir              | Leopard Racing               | Honda NSF250R  | 13   | 25'57.607 | 6º      | 25    |
| 2º   | 21 | Fabio Di Giannantonio | Del Conca Gresini            | Honda NSF250R  | 13   | +0.043    | 14º     | 20    |
| 3º   | 33 | Enea Bastianini       | Estrella Galicia 0,0         | Honda NSF250R  | 13   | +0.051    | 2º      | 16    |
| 4º   | 88 | Jorge Martín          | Del Conca Gresini            | Honda NSF250R  | 13   | +0.170    | 1º      | 13    |
| 5º   | 44 | Arón Canet            | Estrella Galicia 0,0         | Honda NSF250R  | 13   | +0.392    | 3º      | 11    |
| 6º   | 17 | John McPhee           | British Talent               | Honda NSF250R  | 13   | +0.590    | 7º      | 10    |
| 7º   | 42 | Marcos Ramírez        | Platinum Bay Real Estate     | KTM RC 250 GP  | 13   | +0.707    | 10º     | 9     |
| 8º   | 10 | Dennis Foggia         | Sky Junior Team VR46 Academy | KTM RC 250 GP  | 13   | +0.743    | 5º      | 8     |
| 9º   | 65 | Philipp Öttl          | Südmetall Schedl GP Racing   | KTM RC 250 GP  | 13   | +1.168    | 8º      | 7     |
| 10º  | 5  | Romano Fenati         | Marinelli Rivacold Snipers   | Honda NSF250R  | 13   | +1.298    | 11º     | 6     |
| 11º  | 16 | Andrea Migno          | SKY Racing Team VR46         | KTM RC 250 GP  | 13   | +1.330    | 28º     | 5     |
| 12º  | 58 | Juanfran Guevara      | RBA BOE Racing               | KTM RC 250 GP  | 13   | +1.505    | 19º     | 4     |
| 13º  | 24 | Tatsuki Suzuki        | SIC58 Squadra Corse          | Honda NSF250R  | 13   | +1.961    | 9º      | 3     |
| 14º  | 8  | Nicolò Bulega         | SKY Racing Team VR46         | KTM RC 250 GP  | 13   | +2.050    | 4º      | 2     |
| 15º  | 7  | Adam Norrodin         | SIC Racing                   | Honda NSF250R  | 13   | +2.504    | 13º     | 1     |
| 16º  | 71 | Ayumu Sasaki          | SIC Racing                   | Honda NSF250R  | 13   | +2.539    | 17º     |       |
| 17º  | 64 | Bo Bendsneyder        | Red Bull KTM Ajo             | KTM RC 250 GP  | 13   | +2.659    | 18º     |       |
| 18º  | 23 | Niccolò Antonelli     | Red Bull KTM Ajo             | KTM RC 250 GP  | 13   | +2.665    | 20º     |       |
| 19º  | 12 | Marco Bezzecchi       | CIP                          | Mahindra MGP3O | 13   | +4.399    | 16º     |       |
| 20º  | 95 | Jules Danilo          | Marinelli Rivacold Snipers   | Honda NSF250R  | 13   | +11.404   | 15º     |       |
| 21º  | 15 | Jaume Masiá           | Cuna de Campeones            | KTM RC 250 GP  | 13   | +14.540   | 30º     |       |
| 22º  | 40 | Darryn Binder         | Platinum Bay Real Estate     | KTM RC 250 GP  | 13   | +14.599   | 32º     |       |
| 23º  | 96 | Manuel Pagliani       | CIP                          | Mahindra MGP3O | 13   | +14.703   | 23º     |       |
| 24º  | 37 | Aaron Polanco         | Leopard Racing               | Honda NSF250R  | 13   | +14.859   | 24º     |       |
| 25º  | 84 | Jakub Kornfeil        | Peugeot MC Saxoprint         | Peugeot        | 13   | +17.595   | 22º     |       |
| 26º  | 14 | Tony Arbolino         | SIC58 Squadra Corse          | Honda NSF250R  | 13   | +17.722   | 25º     |       |
| 27º  | 75 | Albert Arenas         | Aspar Mahindra               | Mahindra MGP3O | 13   | +21.467   | 21º     |       |
| 28º  | 27 | Kaito Toba            | Honda Team Asia              | Honda NSF250R  | 13   | +34.646   | 27º     |       |
| 29º  | 4  | Patrik Pulkkinen      | Peugeot MC Saxoprint         | Peugeot        | 13   | +34.678   | 29º     |       |

### Ritirati
| Nº | Pilota                 | Squadra         | Motocicletta   | Giri | Griglia |
| -- | ---------------------- | --------------- | -------------- | ---- | ------- |
| 19 | Gabriel Rodrigo        | RBA BOE Racing  | KTM RC 250 GP  | 8    | 12º     |
| 48 | Lorenzo Dalla Porta    | Aspar Mahindra  | Mahindra MGP3O | 7    | 31º     |
| 41 | Nakarin Atiratphuvapat | Honda Team Asia | Honda NSF250R  | 2    | 26º     |

### Non partita
| Nº | Pilota        | Squadra  | Motocicletta  |
| -- | ------------- | -------- | ------------- |
| 6  | María Herrera | AGR Team | KTM RC 250 GP |